# X González
X González (narozena jako Emma González) je americká aktivistka a advokátka pro kontrolu zbraní.
V roce 2018 přežila střelbu na střední škole Marjory Stoneman Douglas High School, po které spoluzaložila advokační skupinu Never Again MSD.
Pronesla virální projev proti násilí zbraněmi „We Call B.S.“.

## Rodina
González vyrůstala na Floridě v Miami. Její matka byla učitelka matematiky a její otec se zabývá kybernetickou bezpečností.

## Vzdělání
González odmaturovala na střední škole a byla předsedkyní gay aliance na Marjory Stoneman Douglas High School.
V roce 2022 získala bakalářský titul na New College of Florida.